# Карабурун (вилает Родосто)
 Тази статия е за селото във Вилает Родосто.  За селото във Вилает Истанбул вижте Карабурун (вилает Истанбул).  
Карабурун (на турски: Kadriye) е село в Източна Тракия, Турция, Вилает Родосто.

## География
Селото се намира на 16 километра южно от Бабаески.

## История
Селото е основано в 1893 г., от помаци, преселници от Ловешко